# Józef Mackiewicz

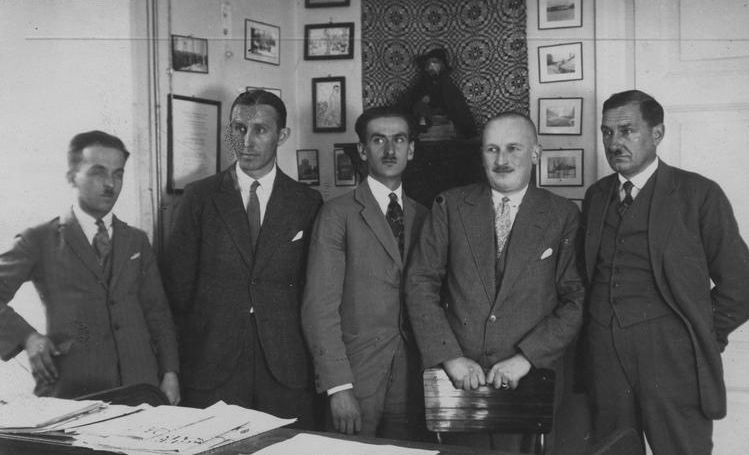
Redakce deníku "Słowo": Józef Mackiewicz (uprostřed).

Józef Mackiewicz (1. dubna 1902 Petrohrad – 31. ledna 1985 Mnichov) byl polský spisovatel, prozaik a politický komentátor; nejznámější je svými dokumentární romány Nie trzeba głośno mówić ('Není třeba mluvit nahlas'), a Droga donikąd ('Cesta nikam'). Byl odpůrcem komunismu a sám sebe definoval jako „antikomunistu podle národnosti“. Zemřel v exilu.
Jeho starší bratr Stanisław Mackiewicz byl také spisovatelem.

## Výběr z díla
- Bunt Rojstów.
- Ściągaczki z szuflady Pana Boga.
- Tajemnica żółtej willi.
- Okna zatkane szmatami.
- Lewa wolna.
- Watykan w cieniu czerwonej gwiazd.
- W cieniu krzyża.
- Fakty, przyroda i ludzie.
- Zwycięstwo prowokacji.
- Nie trzeba głośno mówić.
- Prawda w oczy nie kole.

O jeho literární dílo se zajímá známý polský profesor Marek Zybura.